# Saint-Pardoux-d'Arnet
Saint-Pardoux-d'Arnet è un comune francese di 167 abitanti situato nel dipartimento della Creuse nella regione della Nuova Aquitania.

## Società

### Evoluzione demografica
Abitanti censiti